# HJ-10
HJ-10 (o "Flecha Roja 10") es un misil antitanque chino lanzado desde tierra desarrollado por Norinco. Tiene una ojiva antitanque altamente explosiva (HEAT) en tándem, que puede penetrar 1.400 mm (55 pulgadas) de armadura de acero convencional protegida por una armadura reactiva explosiva . El alcance máximo es de 10 km (6,2 millas), con bloqueo previo o posterior al lanzamiento.

## Desarrollo
El AFT-10, equipado con la plataforma antitanque ZBD-04A, es la versión ATGM de la plataforma HJ-10 y es la primera en desarrollarse. En el ZBD-04 están montados ocho misiles y un mástil sensor retráctil, con sensores que incluyen una cámara térmica, una cámara de televisión y un telémetro láser. Un sistema de radar de ondas milimétricas está montado en la esquina delantera derecha del vehículo para mejorar la capacidad de operación en todo clima.

## Usuarios
- China: Aproximadamente 200 ATGM en servicio en vehículos de transporte blindado de personal ZBD-97.